# Xanthomixis
Xanthomixis (tetraka's) is een geslacht van zangvogels uit de familie Bernieridae (madagaskarzangers).

## Soorten
Het geslacht kent de volgende soorten:
- Xanthomixis apperti – Apperts tetraka
- Xanthomixis cinereiceps – Grijskruintetraka
- Xanthomixis zosterops – Kortsnaveltetraka